# De Stulp
De Stulp is een natuurgebied van 120 ha. in boswachterij De Vuursche in de gemeente Baarn. Het terrein ligt tussen de tuinen van Paleis Soestdijk en de Lage Vuursche. Het heuvelachtige terrein is onderdeel van boswachterij de Vuursche (1106 ha) en wordt beheerd door Staatsbosbeheer.
De Stulp wordt in de 14e eeuw reeds genoemd. Al in de eeuw daarvoor werd het aanwezige hoogveen gebruikt voor turfwinning. In het landschap bevinden zich nog restanten van 'wijken' die door turfgravers werden gegraven om te turf af te voeren. 
In de Middeleeuwen was het gebied eigendom van de heer van Drakenburg, schout van Utrecht. In 1346 werd hij tot ridder geslagen. De oorspronkelijke heidevelden leenden zich goed voor de jacht. Zo'n verhoging is bijvoorbeeld de Konijnenberg dicht bij Lage Vuursche. Op de heidegebieden graasden schapen die de heide in stand hielden. De schapendrift  langs de Zevenlindeweg herinnert nog aan die tijd. In een ver verleden was het gebied een zandverstuiving, die ontstond toen schapen het gebied te intensief begraasden en de wind vrij spel had. In de loop der jaren is de meeste hei door bos verdrongen.
Staatsbosbeheer heeft vanaf de tachtiger jaren in de twintigste eeuw de zandverstuiving tot staan gebracht. Door houtkap en begrazing door Charolaiskoeien ontstond een open heidegebied van ongeveer 59 hectare. Via doorsteken met overstaphekjes is de begraasde vlakte toegankelijk. Een deel van het terrein bestaat nog uit stuifzand. Een stuifdijk met eikenhakhout voorkwam vroeger dat de akkers onderstoven. Meerdere grafheuvels liggen in het bosgedeelte. Ze zijn gemerkt door het Rijksdienst voor het Oudheidkundig Bodemonderzoek (ROB).
Aan de zuidrand van de Stulp ligt het Pluismeer.
In het gebied is met paaltjes een wandelroute uitgezet.

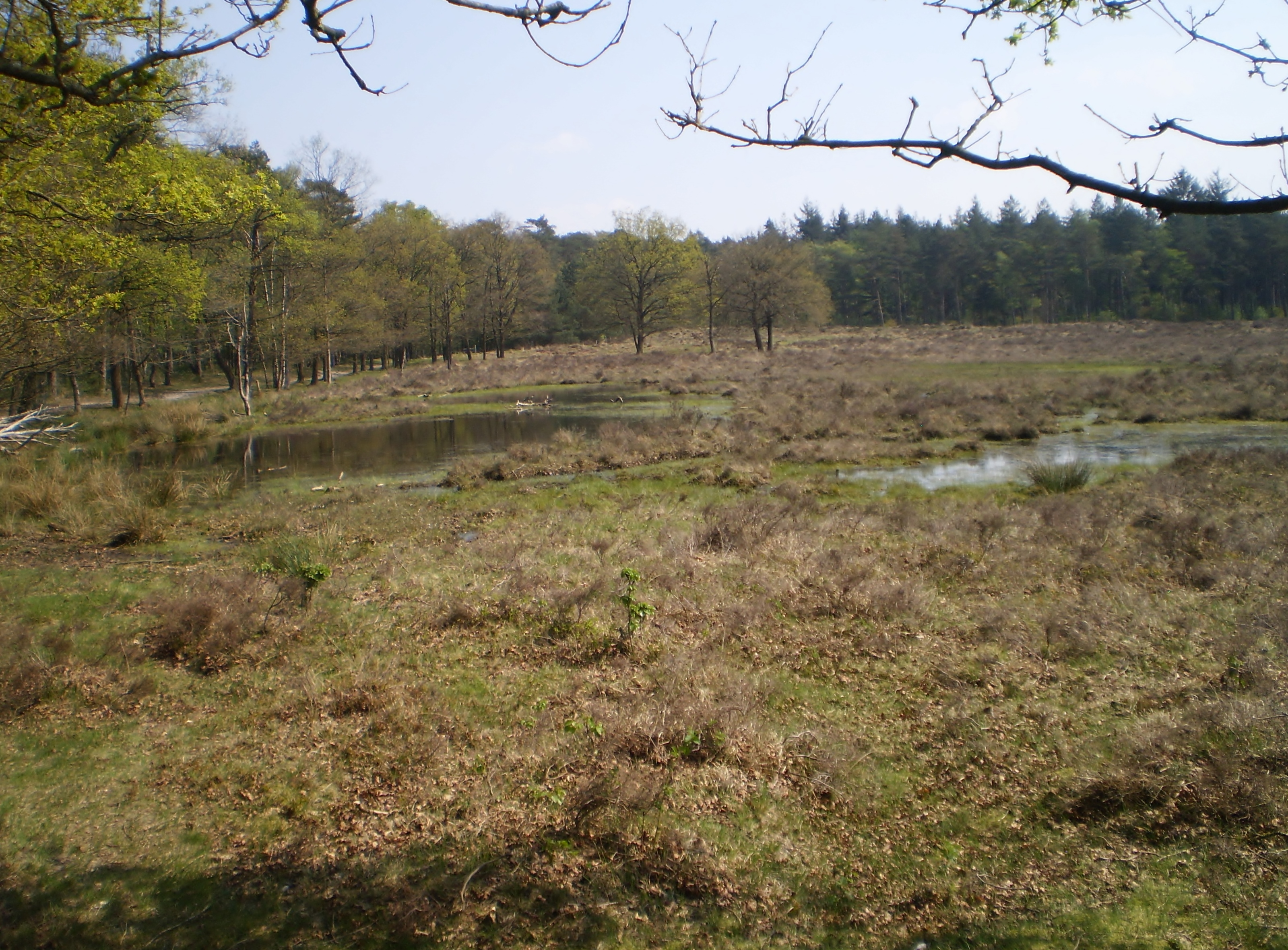
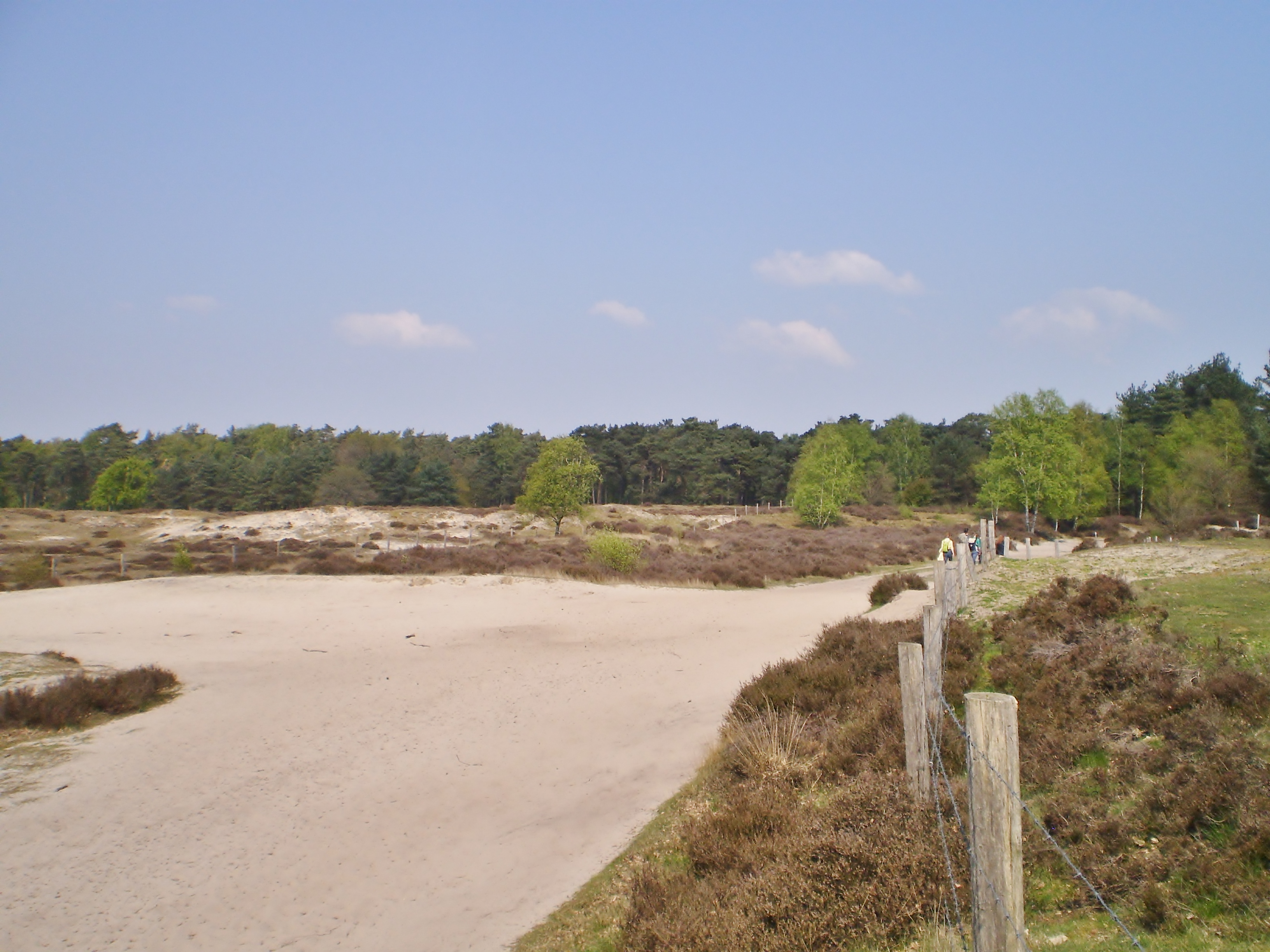
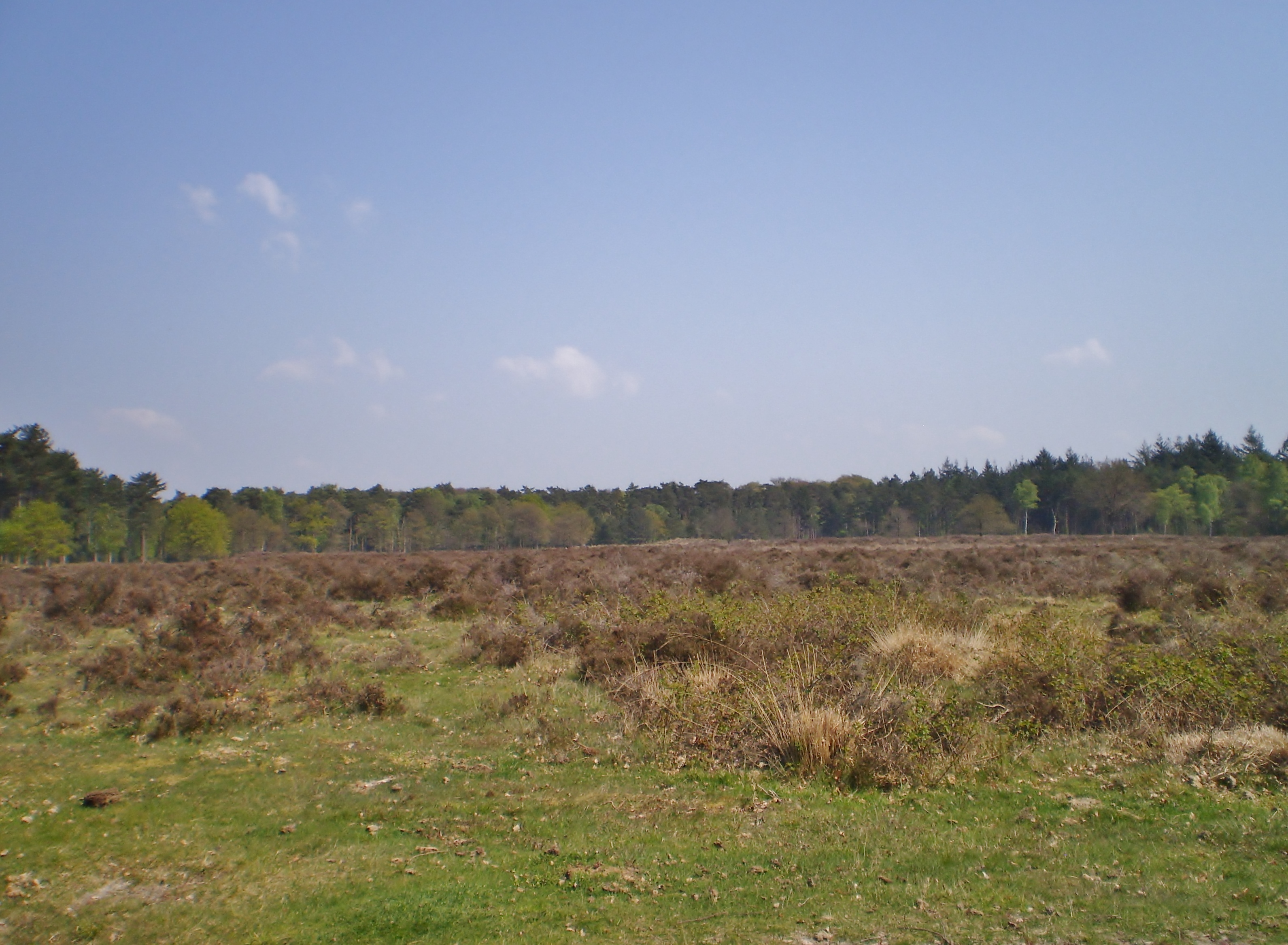
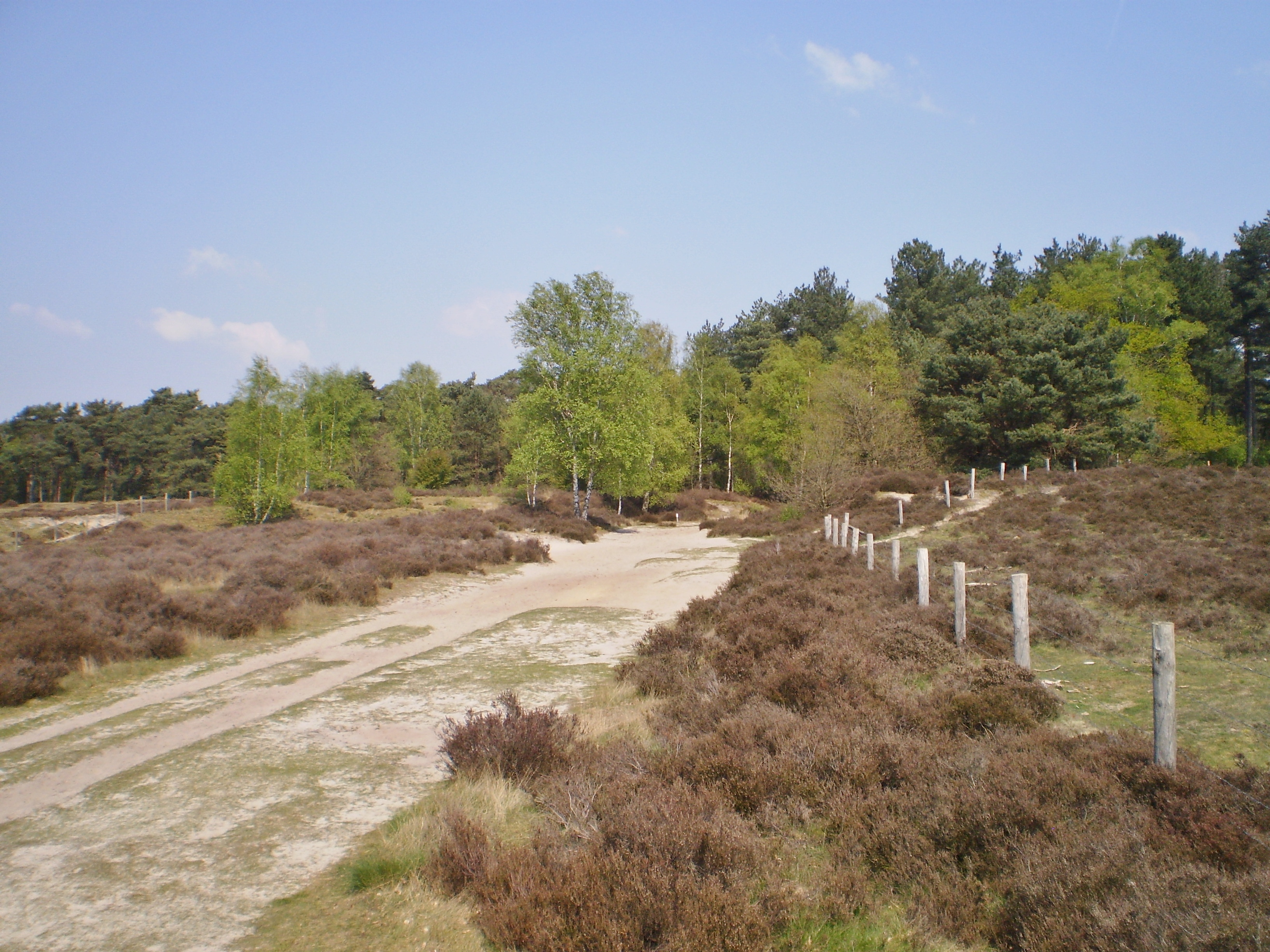
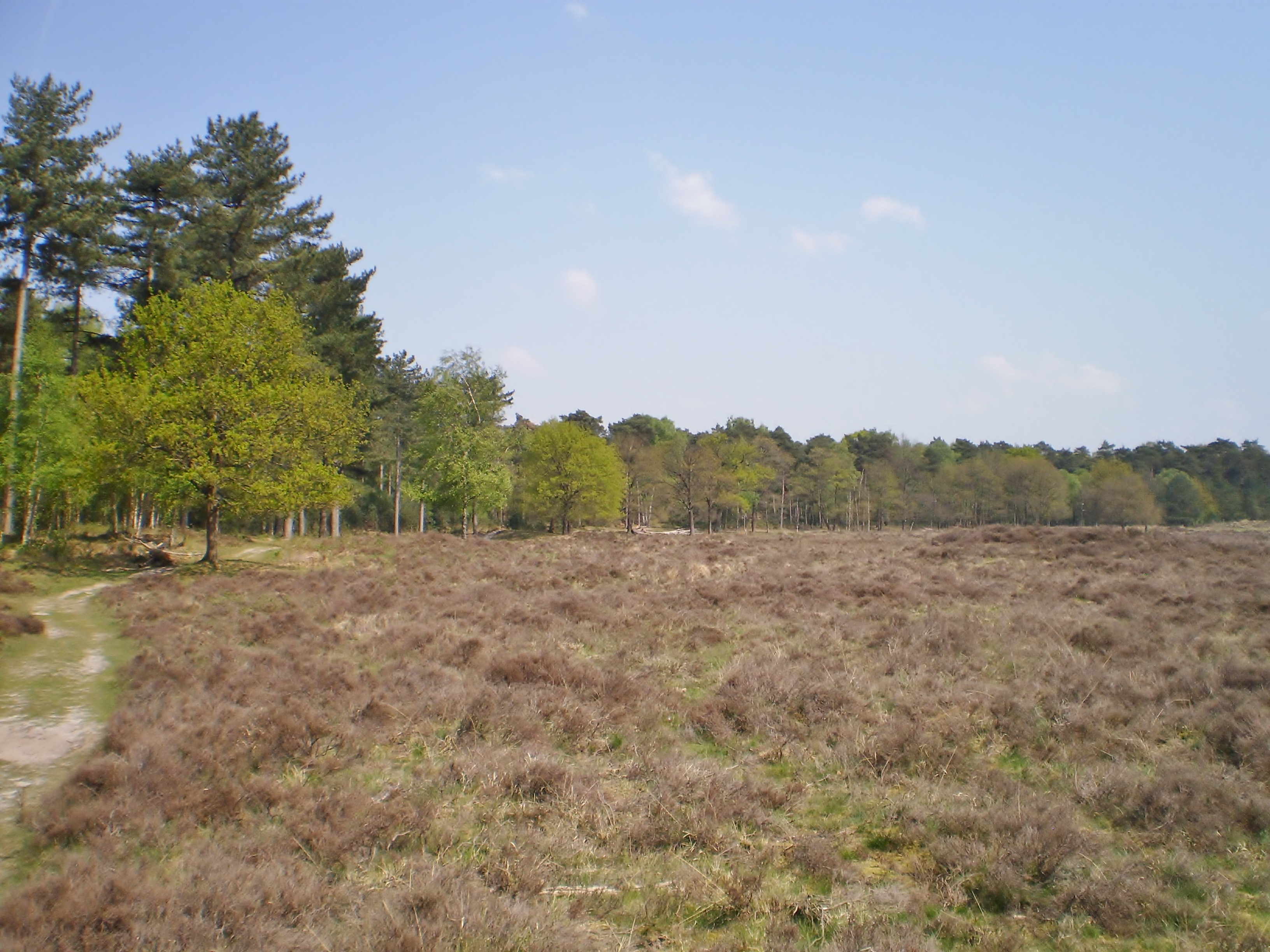